# Septembre 1986

## Événements
- 1er septembre : la française Jeannie Longo remporte le championnat du monde de cyclisme sur route à Colorado Springs (États-Unis)[1].
- 4 septembre : ouverture à Harare (Zimbabwe) du 8e sommet des pays non-alignés[2].
- 5 septembre : quatre pirates de l'air s'emparent d'un Boeing 747 de la Pan Am à Karachi (Pakistan) ; l'armée pakistanaise donne l'assaut : 21 morts, une centaine de blessés.
- 6 septembre :
  - Turquie : un commando de cinq hommes massacrent 22 fidèles dans la synagogue d’Istanbul[2].
  - Cyclisme : le coureur cycliste italien Moreno Argentin devient champion du monde sur route à Colorado Springs (États-Unis).
  - Tennis : Martina Navratilova remporte l’US Open face à Helena Suková.
- 7 septembre :
  - Tennis : Ivan Lendl remporte l’US Open face à Miloslav Mečíř.
  - Formule 1 : Grand Prix automobile d'Italie 1986 remporté par le pilote brésilien Nelson Piquet.
- 8 septembre, France : attentat à la bombe au bureau de poste de l’Hôtel de ville de Paris (1 morts, 18 blessés)[2].
- 9 septembre :
  - France : Michèle Cotta démissionne de la présidence de la Haute Autorité de la communication audiovisuelle (France)[2].
  - Pakistan : arrêtée le 14 août 1986 Benazir Bhutto, présidente du Parti du peuple pakistanais, est libérée.
- 12 septembre :
  - URSS : le journaliste américain Nicholas Daniloff, arrêté à Moscou le 29 août 1986 par le KGB est libéré à la suite d'un échange avec le physicien soviétique Gennadi Zakharov (en), détenu aux États-Unis[2].
  - France : attentat à la bombe dans un supermarché du quartier de La Défense près de Paris (41 blessés)[2].
- 14 septembre :
  - France : attentat à la bombe au Pub Renault sur les Champs-Élysées (1 mort, 2 blessés)[2].
  - France : Francis Mer devient président de la société nationale regroupant Usinor et Sacilor[1].
  - Corée du Sud : attentat de l'aéroport international de Gimpo ayant fait 5 morts et entre 30 et 36 blessés.
- 15 septembre :
  - France : attentat à la bombe à la préfecture de Paris sur l'île de la Cité causant 1 mort et 45 blessés.
  - début à Punta del Este de l'Uruguay Round dans le cadre du GATT.
- 17 septembre, France : Une bombe explose devant le magasin Tati, rue de Rennes à Paris faisant 7 morts et 55 blessés
- 20 septembre, cyclisme : la française Jeannie Longo bat le record du monde de l’heure féminin en parcourant 44,77 kilomètres à Colorado Springs.
- 21 septembre, Formule 1: Grand Prix automobile du Portugal remporté par le pilote britannique Nigel Mansell.
- 22 septembre : fin de la CDE (conférence sur le désarmement en Europe) de Stockholm, accord entre les 35 pays.
- 23 septembre : Framatome et la Chine signent un contrat pour la livraison de deux réacteurs nucléaires de 900 mégawatts destinés à la centrale nucléaire de la Baie de Daya[2].
- 24 septembre :
  - France : le Conseil des ministres adopte l’ordonnance sur le nouveau découpage électoral[2].
  - ONU : à la tribune de l’ONU, le Premier ministre français Jacques Chirac à la solidarité internationale contre le terrorisme[1].
- 25 septembre :
  - Togo : le président de la République togolaise Gnassingbé Eyadéma demande l’intervention militaire de la France au surlendemain d’une tentative de coup d’Etat[2].
  - France : Frédéric Oriach, cofondateur présumé d’Action directe, est arrêté à Paris[1].
- 26 septembre :
  - France : quatre mois après son évasion spectaculaire de la prison de la Santé, Michel Vaujour est arrêté au cours d’un hold-up à Paris [2].
  - États-Unis : William Rehnquist, président de la Cour suprême.
- 27 septembre : Cleveland (États-Unis) : Balloonfest '86, tentative de record du monde de lâcher de ballons.
- 30 septembre, Maroc : Azzeddine Laraki succède à Mohammed Karim Lamrani à la tête du gouvernement[1].

## Naissances
- 1er septembre : 
  - Gaël Monfils, joueur de tennis français.
  - Stella Mwangi, chanteuse kenyano-norvégienne.
- 5 septembre : Francis Ngannou, pratiquant camerounais d'arts martiaux mixtes.
- 6 septembre : Brahim Zaibat, danseur de break dance et chorégraphe français.
- 8 septembre : Jeff Panacloc, ventriloque français.
- 9 septembre : Jason Lamy-Chappuis, spécialiste du combiné nordique.
- 12 septembre : Emmy Rossum, actrice américaine.
- 13 septembre : Sean Williams, basketteur américain.
- 14 septembre :
  - Nadejda Amelina, joueuse de volley-ball russe.
  - Aurélie Casse, journaliste française.
  - David Desharnais, joueur professionnel de hockey sur glace québécois.
  - Giovanna Ewbank, actrice brésilienne.
  - Dane Fletcher, joueur américain de football américain.
  - Wataru Hashimoto, (橋本 和), footballeur japonais.
  - Michelle Jenner,  actrice espagnole de cinéma et télévision.
  - Lionel Larry, athlète américain spécialiste du 200 et du 400 m.
  - Simon Maisuradze, joueur géorgien de rugby à XV.
  - Sargis Martirosjan, haltérophile autrichien.
  - Courtney Mathewson, joueuse américaine de water-polo.
  - Steven Naismith, footballeur écossais.
  - Barış Özbek, footballeur allemand d'origine turque.
  - Lloyd Russell-Moyle, homme politique britannique.
  - Berat Sadik, footballeur finlandais.
  - Moon Sung-min, joueur sud-coréen de volley-ball.
  - Ai Takahashi, chanteuse et actrice japonaise.
  - Issei Takayanagi, footballeur japonais.
  - Reggie Williams, basketteur américain.
- 16 septembre : Ian Harding, acteur américain.
- 17 septembre : Sophie, musicienne britannique († 30 janvier 2021).
- 19 septembre : Mandy Musgrave, actrice américaine.
- 21 septembre : Lindsey Stirling, violoniste américaine.
- 23 septembre : Owlle, chanteuse française.
- 27 septembre : Stéphane Ruffier, footballeur français.
- 30 septembre : Olivier Giroud, footballeur français.

## Décès
- 12 septembre : Jacques Henri Lartigue, photographe français (° 13 juin 1894).
- 21 septembre : Pierre Wigny, homme politique belge (° 18 avril 1905).
- 27 septembre : Cliff Burton (bassiste du groupe metal Metallica) (° 10 février 1962) .